# .hu
.hu je internetová národní doména nejvyššího řádu pro Maďarsko (podle ISO 3166-2:HU). Registrace je umožněna jen přes akreditované registrátory
Je možné registrovat i jména s národními znaky á, é, í, ó, ö, ő, ú, ü, ű.